# Dones a Albània
Les dones d'Albània són dones nascudes, que viuen o provenen d'Albània. La primera associació de dones d'Albània (Yll'i mengjezit; Estel de l'alba) es va fundar el 1909.
Les dones albaneses de la regió nord del Gheg resideixen dins d'una societat conservadora i patriarcal. En una societat tan tradicional, les dones tenen un paper subordinat en les comunitats dels ghegs (en albanès, gegët), que creuen en el «predomini masculí», malgrat l'arribada de la democràcia i l'adopció d'una economia de lliure mercat a Albània després del període sota el Partit del Treball comunista (Partia e Punës e Shqipërisë, PPSh). La cultura dels ghegs albanesos es basa en el Qanun de Lekë Dukagjini, de 500 anys d'antiguitat, un codi de conducta tradicional dels ghegs, on el paper principal de les dones és tenir cura dels nens i de la llar.

## Estatus social de les albaneses

### Estatus social tradicional dels ghegs
S'espera de les dones ghegs albaneses (nord d'Albània) siguin fidels als seus marits, i es considera que les dones casades són propietat dels seus cònjuges.
La importància que donen els homes ghegs a casar-se amb dones verges ha portat a que les dones paguessin per recuperar la virginitat. Malgrat el risc d'infeccions i inflamacions, les dones ghegs sexualment actives solen fer-se una «cirurgia ginecològica» senzilla de 20 minuts per convertir-se de nou en verges a les ciutats dels ghegs. Algunes clíniques informen que alguns homes porten les seves noves esposes per comprovar la seva virginitat perquè no han sagnat durant la nit de noces.
És menys desitjable tenir filles dins la societat patriarcal dels ghegs albanesos. A causa de la importància del desig de tenir fills que no pas filles, és habitual que les dones albaneses embarassades siguin rebudes amb la frase «të lindtë një djalë» (que sigui un fill). Al nord d'Albània, com Mirditë i les zones muntanyoses properes, és part de la tradició que les dones albaneses només es puguin casar després de donar a llum el primer fill.
Abans de la Segona Guerra Mundial, era habitual que algunes dones ghegs albaneses «visquessin en concubinatge» amb homes que vivien a les zones de muntanya.

### Estatus social tradicional dels toscs
Històricament matriarcals, els albanesos del Tosc (Toskëri) (centre i sud d'Albània), han valorat la igualtat entre gènere, religió i sexualitat.

### Estatus social tradicional dels labs
Els labs de Labëria (sud d'Albània) són una societat patriarcal, però no tant com els ghegs. Com les montenegrines, les dones de Labëria es veuen obligades a fer tota la feina dura.

### Verges jurades
En el passat, les unitats familiars que no tenien patriarques, les dones albaneses no casades poden assumir el paper del cap masculí de la família fent un «jurament de virginitat» per convertir-se en verges jurades (en albanès, burrneshë, «dona masculina» o virgjineshë, «dona verge»), un paper que inclou el dret a viure com un home, a portar armes, tenir propietats pròpies, poder moure's lliurement, vestir-se com els homes, adquirir noms masculins si ho volien, tenir autonomia, evitar matrimonis concertats, estar en companyia d'homes i ser tractades com un home.

Mapa dels dialectes albanesos (gheg i tosc)
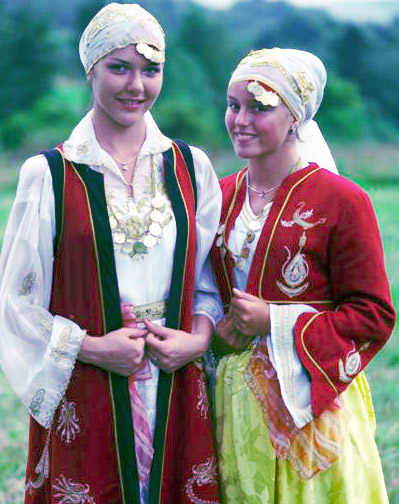
Albaneses amb roba tradicional
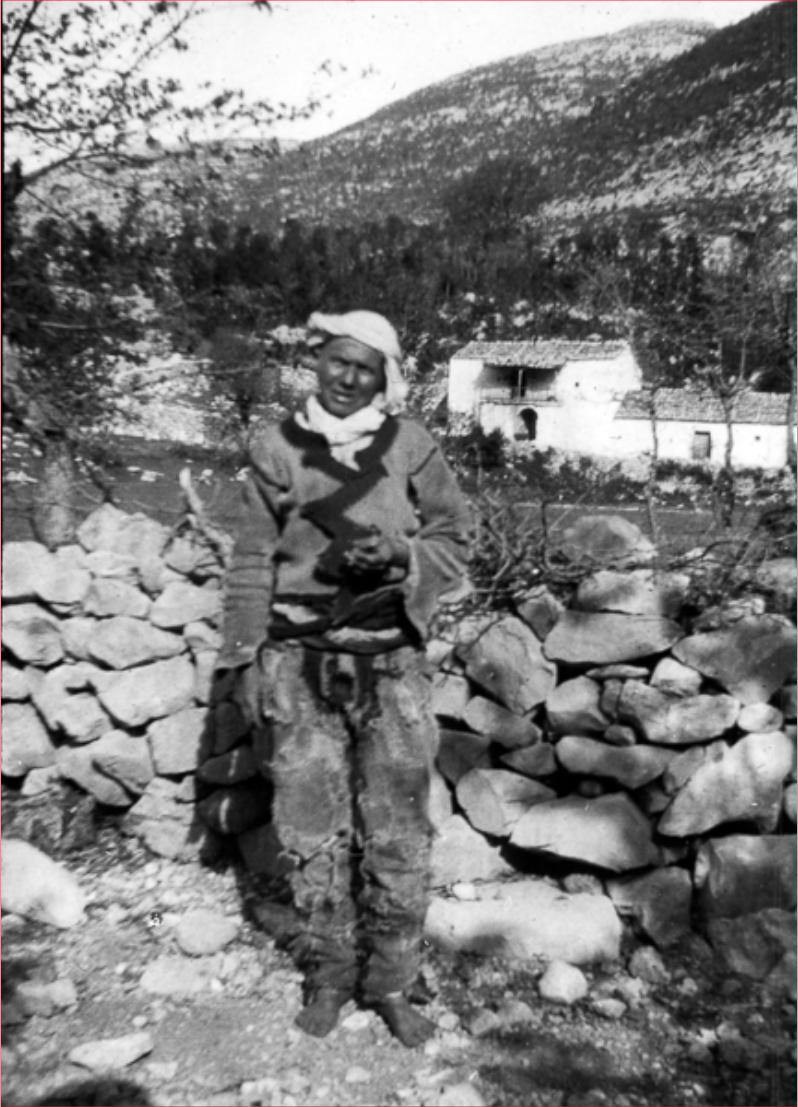
Verge jurada de la tribu hoti a Rapsha (Albània otomana), principis del segle xx

### Preparació de menjar
Les dones del centre d'Albània, en particular les dones d'Elbasan i de les regions properes, són conegudes per cuinar la ballokume, una galeta dolça, durant el Dita e Verës (el dia d'estiu), un festival anual de primavera celebrat el 14 de març. D'altra banda, les dones musulmanes albaneses, en particular les dones de la secta islàmica bektaşilik, cuinen l'aşure, una darreria feta de blat trencat, sucre, fruita, fruita seca i canyella, després de l'aixura (en àrab عاشوراء, ʿĀxūrāʾ), una festivitat musulmana que se celebra el 10è dia del mes de muhàrram.

## Els drets de les dones en la política albanesa
El 1920, Urani Rumbo i altres van fundar a Gjirokastër la Lidhja e Gruas (la Unió de les Dones), una de les organitzacions feministes més importants que promouen l'emancipació de les dones albaneses. Van publicar una declaració al diari Drita, protestant per la discriminació de les dones i les condicions socials. El 1923, Urani Rumbo també va formar part d'una campanya per permetre que les nenes assistissin al liceu «dels nois» de Gjirokastër.
Durant el regnat de Zogú I d'Albània, els drets de les dones van ser protegits per l'estat sota la Gruaja Shiqiptare (1928-1939), que va promoure una política progressiva i va garantir a les dones el dret a l'educació i a la vida professional, la prohibició de reclusió de les dones en harems i l'ús vels, igualtat de drets d'herència, divorci, i prohibició de matrimonis concertats i forçats, així com la poligàmia. Tanmateix, a la pràctica, aquesta política progressiva només concretava l'elit cosmopolita de la ciutat i va tenir pocs efectes en la vida de la majoria de dones d'Albània.
El 1920 es va concedir a les dones el sufragi restringit, i no va ser fins al 1945 quan les dones van obtenir drets de vot complets, però com en altres estats comunistes, els drets civils tant de dones com d'homes eren simbòlics, a causa del caràcter totalitari del govern. Sota el govern comunista d'Albània es va promoure una ideologia oficial d'igualtat de gènere. A les primeres eleccions democràtiques després de la caiguda del comunisme, el nombre de dones diputades al parlament va passar de 75 (de 250 diputats) a l'últim parlament comunista d'Albània a 9. En període turbulent després de 1991, la posició de les dones va empitjorar. A partir del 2013, les dones representaven el 22,9% del parlament.
Hi ha un renaixement religiós entre els albanesos que, en el cas dels musulmans, vol dir que, de vegades, es tornen a imposar a les dones el paper tradicional de mare i mestressa de casa.

## Matrimoni, fertilitat i vida familiar
La taxa de fecunditat total és d'1'5 nens nascuts per dona (est. 2015), que se situa per sota de la taxa de substitució de 2'1. El percentatge de prevalença anticonceptiva és força elevat, el 69,3% (2008/2009). La majoria de les dones albaneses inicien les seves famílies entre els 20 i 25 anys (2011); l'edat mitjana del primer matrimoni era de 23,6 per a les dones i de 29,3 per a homes.
En algunes zones rurals d'Albània, els matrimonis continuen sent concertats, i la societat és fortament patriarcal i tradicional, influenciada pel conjunt tradicional de valors del qanun. La urbanització d'Albània és baixa en comparació amb altres països europeus, el 57,4% de la població total (2015). Tot i que el matrimoni forçat és generalment desaprovat per la societat, és un «fenomen molt conegut al país, sobretot en zones rurals i remotes» i les nenes i les dones d'aquestes zones són «molt sovint obligades a casar-se a causa d'una [mentalitat] patriarcal i la pobresa».

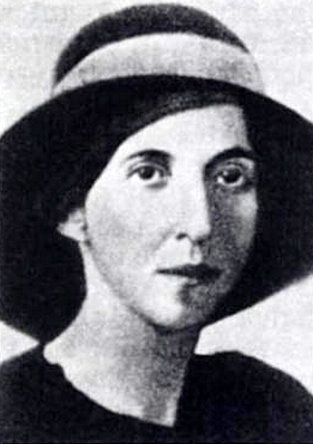
Urani Rumbo (1895-1936) va ser una feminista, professora i dramaturga albanesa que va promoure l'educació femenina
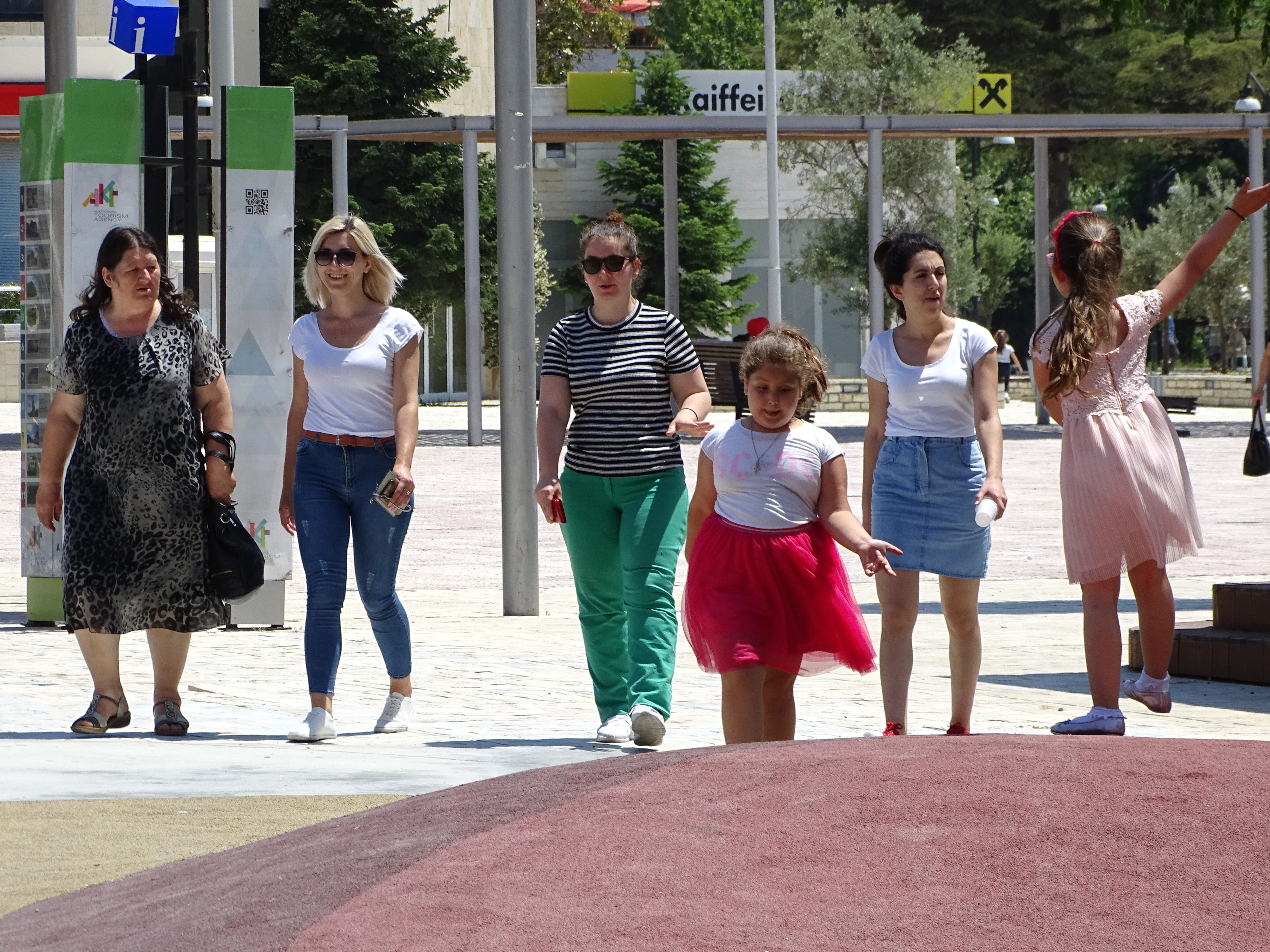
Dones albaneses i les seves filles a Berat, Albània

L'avortament a Albània es va legalitzar completament el 7 de desembre de 1995. L'avortament induït es pot realitzar sota demanda fins a la dotzena setmana d'embaràs. Les dones han de rebre assessorament durant una setmana abans del procediment, i als hospitals que realitzen avortaments no se'ls permet publicar informació al públic sobre les dones que han tractat.
Durant el govern d'Enver Hoxha, l'Albània comunista va tenir una política natalista, portant a les dones a avortaments il·legals o a induir-los pel seu compte. Eventualment, el país va tenir la segona taxa de mortalitat materna més alta de tot Europa i es va estimar que el 50% de tots els embarassos van acabar en un avortament.

## Ocupació
Durant l'època comunista, les dones van treballar en gran quantitat de treball remunerat. El període de transició a Albània ha estat marcat per canvis econòmics ràpids i inestabilitat. El mercat laboral s'enfronta a molts dels problemes que són comuns a la majoria d'economies de transició, com ara la pèrdua de llocs de treball en molts sectors, que no van ser suficientment compensats per nous sectors emergents. El 2011, la taxa d'ocupació era del 51,8% per a les dones joves, enfront del 65,6% dels homes joves.

## Educació
Fins al 1946, prop del 85% de la gent era analfabeta, principalment perquè les escoles que utilitzaven la llengua albanesa havien estat pràcticament inexistents al país abans que s'independitzés el 1912. Fins a mitjan segle xix, els governants otomans havien prohibit ús de la llengua albanesa a les escoles. El règim comunista va donar una gran prioritat a l'educació, que incloïa l'alfabetització de la població, però també la promoció de la ideologia socialista a les escoles. A partir del 2015, la taxa d'alfabetització de les dones només estava lleugerament inferior a la dels homes: el 96,9% de les dones davant del 98,4% dels homes.

## Violència vers les dones
En els darrers anys, Albània ha pres mesures per abordar el tema de la violència contra les dones. Entre aquestes mesures s'inclou la Llei 9669/2006 (Llei de mesures contra la violència en les relacions familiars) i la ratificació del conveni d'Istanbul.

## Albaneses destacades

### Actrius
- Esma Agolli
- Ferial Alibali
- Roza Anagnosti
- Luli Bitri
- Rajmonda Bulku
- Melpomeni Çobani
- Flonja Kodheli
- Albulena Kryeziu
- Tinka Kurti
- Marie Logoreci
- Masiela Lusha
- Violeta Manushi
- Yllka Mujo
- Eva Murati
- Laura Nezha
- Antoneta Papapavli
- Drita Pelingu
- Margarita Xhepa
- Elia Zogu

### Cantants
- Enkelejda Arifi
- Arilena Ara
- Amarda Arkaxhiu
- Arta Bajrami
- Anita Bitri
- Bleona
- Olta Boka
- Hana Cakuli
- Miriam Cani
- Ledina Çelo
- Çiljeta
- Elhaida Dani
- Dhurata Dora
- Elina Duni
- Jorgjia Filçe-Truja
- Aurela Gaçe
- Elvana Gjata
- Ingrid Gjoni
- Rosela Gjylbegu
- Enca Haxhia
- Sheila Haxhiraj
- Alida Hisku
- Genta Ismajli
- Era Istrefi
- Nora Istrefi
- Leonora Jakupi
- Samanta Karavella
- Liljana Kondakçi
- Vanessa Krasniqi
- Flaka Krelani
- Teuta Kurti
- Irma Libohova
- Elsa Lila
- Marie Logoreci
- Venera Lumani
- Soni Malaj
- Jonida Maliqi
- Hersi Matmuja
- Luçie Miloti
- Laura Nezha
- Rona Nishliu
- Donika Nuhiu
- Nexhmije Pagarusha
- Juliana Pasha
- Evi Reçi
- Anjeza Shahini
- Rezarta Smaja
- Fatime Sokoli
- Eneda Tarifa
- Tayna
- Adelina Thaçi
- Kejsi Tola
- Vaçe Zela
- Dafina Zeqiri

### Diplomàtiques
- Arta Dade
- Floreta Faber
- Besiana Kadare

### Escriptores
- Mimoza Ahmeti
- Valdete Antoni
- Lindita Arapi
- Flora Brovina
- Diana Çuli
- Elvira Dones
- Julia Gjika
- Anilda Ibrahimi
- Dora d'Istria
- Helena Kadare
- Musine Kokalari
- Irma Kurti
- Natasha Lako
- Luljeta Lleshanaku
- Iliriana Sulkuqi
- Anila Wilms

### Esportistes
- Lisa Allkokondi
- Arbiona Bajraktari
- Ana Baro
- Diana Basho
- Erblira Bici
- Vera Bitanji
- Noel Borshi
- Ellvana Curo
- Ermira Dingu
- Ebi Dishnica
- Elizabeta Ejupi
- Pavlina Evro
- Keti Fetishi
- Ezmiralda Franja
- Luiza Gega
- Klodeta Gjini
- Lucie Gjini
- Saranda Hashani
- Suada Jashari
- Elizabeta Karabolli
- Joli Karafili
- Majlinda Kelmendi
- Lindita Kodra
- Floralba Krasniqi
- Xhorxhia Kristollari
- Kujtime Kurbogaj
- Savva Lika
- Mirela Maniani
- Cindy Marina
- Rovena Marku
- Djana Mata
- Suela Mëhilli
- Dafina Memedov
- Nikol Merizaj
- Xhejna Metalja
- Diellza Musa
- Klonarda Nezaj
- Loreta Pirro
- Aferdita Podvorica
- Denisa Proto
- Alma Qeramixhi
- Vera Razburgaj
- Jona Rizvanolli
- Arbnora Robelli
- Albina Rrahmani
- Elona Rusta
- Aurora Seranaj
- Enkelejda Shehu
- Afërdita Tusha
- Furtuna Velaj
- Marigona Zani

### Feministes
- Flora Brovina
- Shaqe Çoba
- Dora d'Ístria
- Musine Kokalari
- Fabiola Laco Egro
- Ollga Plumbi
- Marigo Posio
- Parashqevi Qiriazi
- Sevasti Qiriazi
- Urani Rumbo
- Nermin Vlora Falaschi
- Senije Zogu

### Guerreres
- Tringe Smajli

### Models
- Almeda Abazi
- Diana Avdiu
- Xhesika Berberi
- Emina Cunmulaj
- Marigona Dragusha
- Afërdita Dreshaj
- Floriana Garo
- Sara Gjoni
- Egla Harxhi
- Eralda Hitaj
- Lindita Idrizi
- Denisa Kola
- Sidorela Kola
- Anisa Kospiri
- Megi Luka
- Cindy Marina
- Angela Martini
- Eva Murati
- Venera Mustafa
- Gentiana Ramadani
- Hygerta Sako
- Trejsi Sejdini
- Valbona Selimllari
- Agnesa Vuthaj
- Hasna Xhukiçi
- Monika Zguro

### Polítiques
- Ledina Aliolli
- Majlinda Bregu
- Rajmonda Bulku
- Arta Dade
- Mesila Doda
- Grida Duma
- Adriana Gjonaj
- Klajda Gjosha
- Mimoza Hafizi
- Rudina Hajdari
- Milena Harito
- Pavlina Hoti
- Vito Kapo
- Mimi Kodheli
- Monika Kryemadhi
- Mirela Kumbaro
- Reme Lala
- Valentina Leskaj
- Ogerta Manastirliu
- Ermelinda Meksi
- Senida Mesi
- Lindita Nikolla
- Orjola Pampuri
- Lajla Pernaska
- Jorida Tabaku
- Jozefina Topalli
- Arenca Trashani
- Albana Vokshi
- Olta Xhaçka